# Comuna Șpîlivka
Șpîlivka (în ucraineană Шпилівка) este o comună în raionul Sumî, regiunea Sumî, Ucraina, formată din satele Brovkove, Harkivșciîna, Oblohî, Opolonske, Șpîlivka (reședința) și Vîzîrivka.

## Demografie
Componența lingvistică a comunei Șpîlivka
     Ucraineană (95,55%)
     Rusă (4,34%)
     Alte limbi (0,11%)
Conform recensământului din 2001, majoritatea populației comunei Șpîlivka era vorbitoare de ucraineană (95,55%), existând în minoritate și vorbitori de rusă (4,34%).